# Serang (regencja)
Serang – regencja w Indonezji, w prowincji Banten we wschodniej części Jawy. Centrum administracyjnym regencji jest miasto Serang.

## Położenie
Regencja Serang znajduje się w zachodniej części wyspy Jawa, niecałe 50 kilometrów od Dżakarty, stolicy kraju.

## Obiekty geograficzne

### Drogi
Przez regencję przebiega droga Jalan Nasional 1, jedna z najważniejszych dróg Jawy, która łączy Dżakartę z wschodnimi i zachodnimi częściami wyspy. Jalan Nasional 3 łączy regencję z pozostałymi miastami prowincji Banten. Natomiast Jalan Nasional Rute 19 łączy Serang z miastem Merak.

### Góry
Najwyższe wzniesienia regencji znajdują się w jej zachodniej części. Największym wzniesieniem jest wygasły wulkan Karang o wysokości 1178 m n.p.m.

### Rzeki
W regencji Serang znajduje się ujście rzeki Cidanau.